# K League Challenge 2013
Die K League Challenge 2013 war die erste Spielzeit der zweithöchsten südkoreanischen Fußballliga unter diesem Namen.
Meister wurde der Sangju Sangmu, der in der Relegation um die K League Classic gegen Gangwon FC spielen musste. Sangju Sangmu FC stieg in die K League Classic auf.

## Teilnehmer und ihre Spielstätten
| Team              | Stadt   | Trainer             | Heimstadion               | Kapazität | In der Liga seit | Vorjahresplatzierung           |
| ----------------- | ------- | ------------------- | ------------------------- | --------- | ---------------- | ------------------------------ |
| Police FC*        |         | Jo Dong-hyeon       |                           |           | 2013             | R-League-Mitglied              |
| FC Anyang         | Anyang  | Lee Uh-hyeong       | Anyang-Stadion            | 18.216    | 2013             | Neugegründet                   |
| Bucheon FC 1995   | Bucheon | Kwak Kyeong-keun    | Bucheon-Stadion           | 34.545    | 2013             | K3-League-Mitglied             |
| Chungju Hummel FC | Chungju | Kim Jong-pil        | Chungju-Stadion           | 15.000    | 2013             | Korea-National-League-Mitglied |
| Goyang Hi FC      | Goyang  | Lee Yeong-mu        | Goyang-Stadion            | 41.311    | 2013             | Korea-National-League-Mitglied |
| Suwon FC          | Suwon   | Jo Deok-je          | Suwon-Stadion             | 24.670    | 2013             | Korea-National-League-Mitglied |
| Gwangju FC        | Gwangju | Nam Ki-il (Interim) | Gwangju-World-Cup-Stadion | 44.118    | 2013             | Absteiger                      |
| Sangju Sangmu FC  | Sangju  | Park Hang-seo       | Sangju-Stadion            | 15.042    | 2013             | Absteiger                      |

- Police FC hat kein Heimspielstätte, deshalb sind alle Spiele für das Team, Auswärtsspiele

### Spielstätten
| Police FC             | FC Anyang                 | Chungju Hummel FC | Bucheon FC 1995   |
| --------------------- | ------------------------- | ----------------- | ----------------- |
| keine Heimspielstätte | Anyang-Stadion            | Chungju-Stadion   | Bucheon-Stadion   |
| Kapazität: -          | Kapazität: 17.143         | Kapazität: 15.000 | Kapazität: 34.545 |
|                       |                           |                   |                   |
| Goyang Hi FC          | Gwangju FC                | Sangju Sangmu FC  | Suwon FC          |
| Goyang-Stadion        | Gwangju-World-Cup-Stadion | Sangju-Stadion    | Suwon-Stadion     |
| Kapazität: 41.311     | Kapazität: 44.118         | Kapazität: 15.042 | Kapazität: 11.808 |
|                       |                           |                   |                   |

## Abschlusstabelle
| Pl. | Verein               | Sp. | S  | U  | N  | Tore    | Diff. | Punkte |
| --- | -------------------- | --- | -- | -- | -- | ------- | ----- | ------ |
| 1.  | Sangju Sangmu FC (A) | 35  | 23 | 8  | 4  | 065:300 | +35   | 77     |
| 2.  | Police FC            | 35  | 20 | 4  | 11 | 060:470 | +13   | 64     |
| 3.  | Gwangju FC (A)       | 35  | 16 | 5  | 14 | 055:540 | +1    | 53     |
| 4.  | Suwon FC             | 35  | 13 | 8  | 14 | 053:510 | +2    | 47     |
| 5.  | FC Anyang            | 35  | 12 | 9  | 14 | 050:510 | −1    | 45     |
| 6.  | Goyang Hi FC         | 35  | 10 | 11 | 14 | 043:500 | −7    | 41     |
| 7.  | Bucheon FC 1995      | 35  | 8  | 9  | 18 | 045:610 | −16   | 33     |
| 8.  | Chungju Hummel FC    | 35  | 7  | 8  | 20 | 033:590 | −26   | 29     |

| (A) | Absteiger aus der K League 2012: Sangju Sangmu FC, Gwangju FC |

## Relegation
Der Meister der K League Challenge 2013 musste gegen den Vorletzten der K League Classic 2013 in den Relegationsspielen spielen. Der Sieger qualifizierte sich für die K League Classic 2014.
|                  | Gesamt |            | Hinspiel | Rückspiel |
| ---------------- | ------ | ---------- | -------- | --------- |
| Sangju Sangmu FC | 4:2    | Gangwon FC | 4:1      | 0:1       |

## Torschützenliste
Bei gleicher Anzahl von Treffern sind die Spieler alphabetisch geordnet.
| Platz                  | Spieler        | Mannschaft       | Tore |
| ---------------------- | -------------- | ---------------- | ---- |
| 01.                    | Lee Keun-ho    | Sangju Sangmu FC | 15   |
| 0                      | Lee Sang-Hyup  | Sangju Sangmu FC | 15   |
| 0                      | Alex           | Goyang Hi FC     | 15   |
| 04.                    | Lúcio          | Gwangju FC       | 13   |
| 05.                    | Yang Dong-Hyun | Police FC        | 11   |
| 0                      | Park Jong-Chan | Suwon FC         | 11   |
| 07.                    | Kim Young-Hoo  | Police FC        | 10   |
| 08.                    | Jung Jo-gook   | Police FC        | 9    |
| 09.                    | Ha Tae-Goon    | Sangju Sangmu FC | 8    |
| 0                      | Ko Kyung-Min   | Police FC        | 8    |
| Stand: Ende der Saison |                |                  |      |

### Zuschauertabelle
| Platz                  | Mannschaft        | Heimspiele | Zuschauer | pro Spiel |
| ---------------------- | ----------------- | ---------- | --------- | --------- |
| 01.                    | Sangju Sangmu     | 20         | 50.759    | 2.538     |
| 02.                    | Gwangju FC        | 20         | 46.813    | 2.341     |
| 03.                    | FC Anyang         | 21         | 38.115    | 1.815     |
| 04.                    | Bucheon FC 1995   | 20         | 34.307    | 1.715     |
| 05.                    | Chungju Hummel FC | 20         | 33.250    | 1.663     |
| 06.                    | Suwon FC          | 19         | 17.834    | 0939      |
| 07.                    | Goyang Hi FC      | 20         | 14.768    | 0738      |
| Gesamt                 | Gesamt            | 140        | 235.8460  | 01.685    |
| Stand: Ende der Saison |                   |            |           |           |

## Trainerwechsel
| Datum           | Mannschaft | Mannschaft        | Tabellenplatz | Trainer       | Grund        | Nachfolger          |
| --------------- | ---------- | ----------------- | ------------- | ------------- | ------------ | ------------------- |
| 12. Januar 2012 |            | Gwangju FC        | Winterpause   | Choi Man-heui | Vertragsende | Yeo Beom-kyu        |
| 17. Juni 2013   |            | Chungju Hummel FC | 8. Platz      | Lee Jae-cheol | Entlassung   | Kim Jong-pil        |
| 16. August 2013 |            | Gwangju FC        | 3. Platz      | Yeo Beom-kyu  | Entlassung   | Nam Ki-il (Interim) |